# 瑞典咸碼頭
瑞典咸码头（槟城福建话：Sūi-tián-hâm bé-thâu），早期华人俗称大桥码头，是一座位于马来西亚槟城乔治市海墘的码头。瑞典咸码头于1904年建成，现为马来西亚最繁忙的邮轮停靠码头。除了檳城國際機場和陆路交通外，瑞典咸码头也是游客进入槟城的主要门户之一。
除遊轮外，瑞典咸码头也曾停靠过军舰。新加坡、泰国、美国和中國等多国的海军舰艇曾经停泊在此。

## 历史

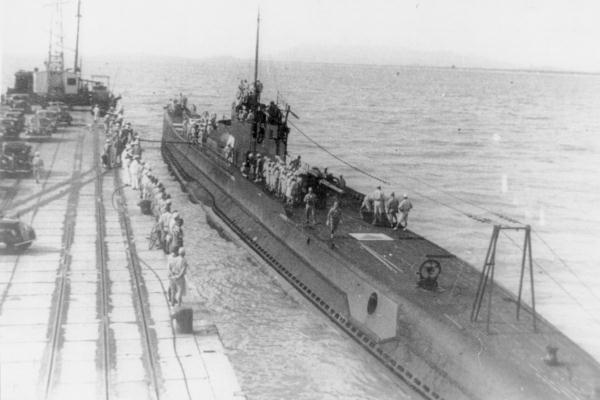
1942年，日本潜艇I-10停靠在瑞典咸码头。

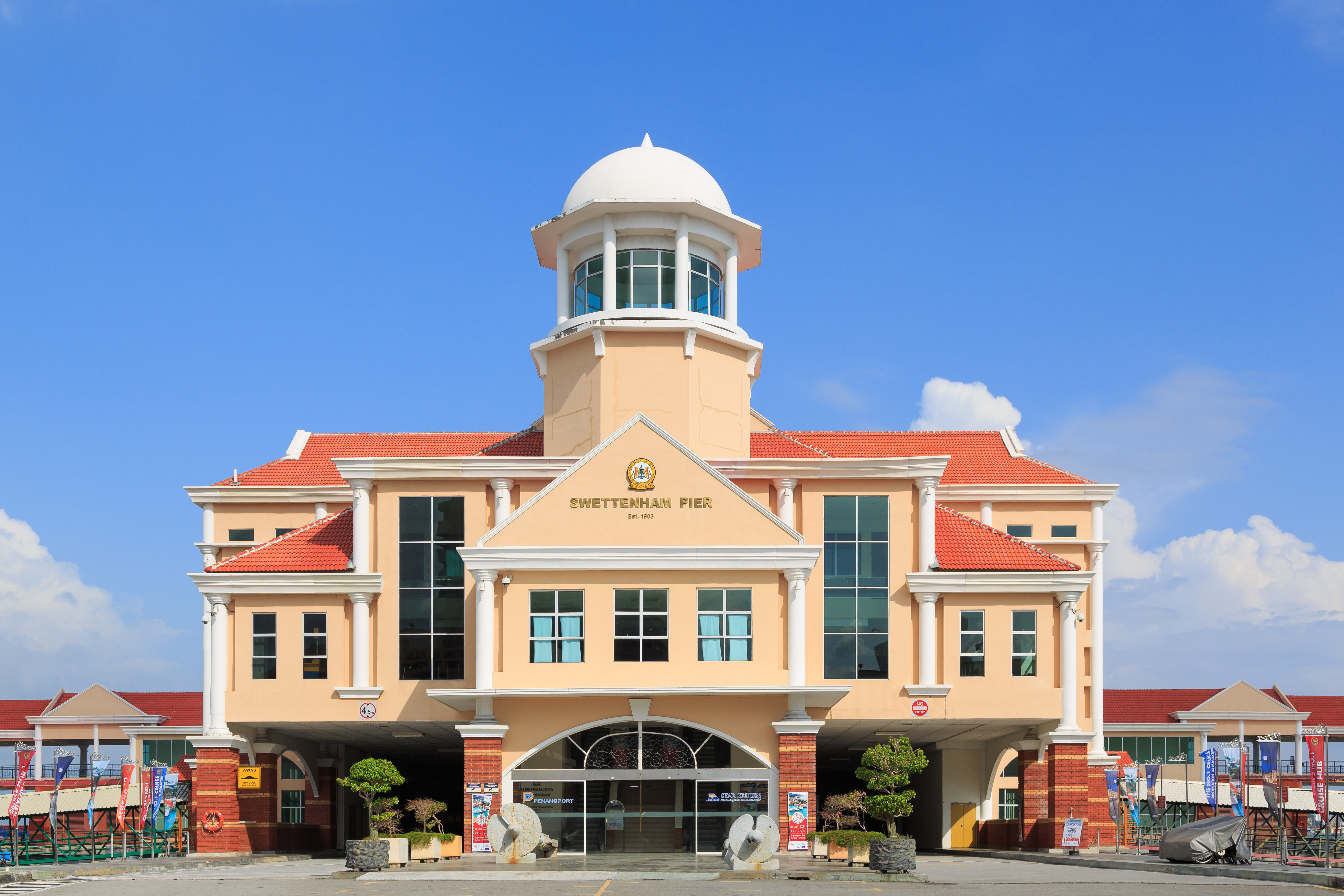
瑞典咸码头邮轮码头大楼于2009年落成，内设移民通关设施。

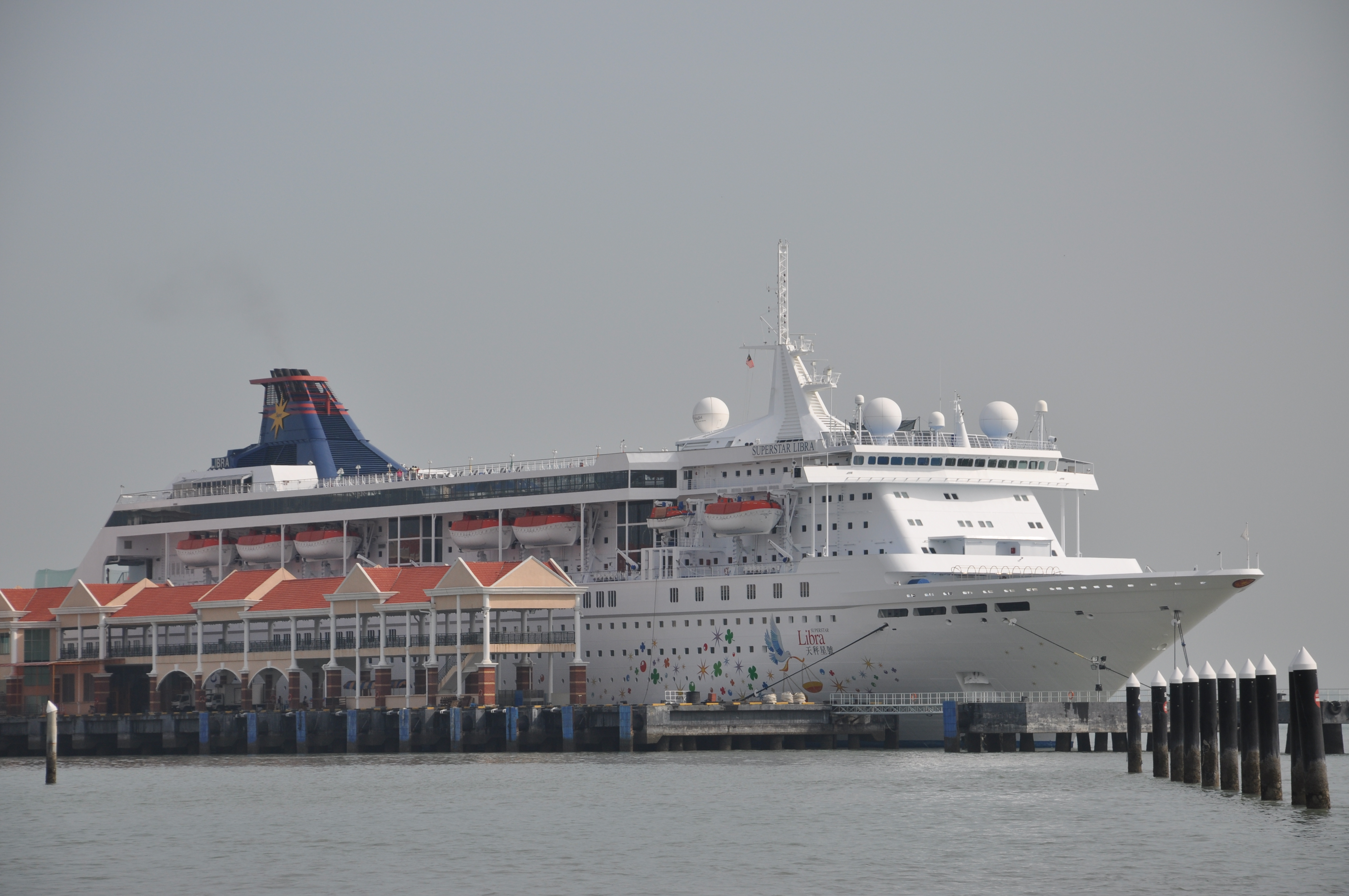
停靠在瑞典咸码头的天秤星號邮轮。

19世纪末，随着槟城港口的海上交通量不断增加，以及马来半岛铁路的建设，港口扩建变得至关重要。瑞典咸码头的建造是由Coude, Sons & Matthews工程事务所负责，于1901年开始动工，并在1904年竣工。这座T字形码头提供了600英尺（180米）的泊位。
最初，这座码头被称为「铁码头」（Iron Pier）。随后被重新命名为「瑞典咸码头」（Swettenham Pier），以纪念当时的海峡殖民地总督瑞天咸（Frank Swettenham）。
然而，瑞典咸码头最初的容量被证明不足。1911年，码头向北延伸了345英尺（105米），向南延长了255英尺（78米），使码头的总长度达到1,200英尺（370米）。
1942年至1944年第二次世界大战期间，瑞典咸码头被日本、德国和意大利海军用作潜艇基地。
直到20世纪60年代末，瑞典咸码头仍有吃水深度达27英尺（8.2米）的蒸汽船和其他货船停靠。然而，随着马来西亚联邦政府于1969年撤销乔治市的自由港地位，瑞典咸码头的鼎盛时期也戛然而止。
21世纪初，瑞典咸码头进行了升级，改造成为邮轮码头。瑞典咸码头邮轮码头于2009年竣工，拥有一座崭新的三层建筑和一座登船桥。自此，乔治市的邮轮旅游业开始蓬勃发展，瑞典咸码头很快就吸引了越来越多的大型邮轮停靠，如瑪麗皇后二號。
2017年，槟城瑞典咸码头取代雪兰莪巴生港，成为马来西亚最繁忙的邮轮码头。
为了应对日益增多的大型邮轮，瑞典咸码头计划在不久的将来进行扩建。

## 统计数据
| 年   | 船只数量 | 乘客人数（百万） |
| ---- | -------- | ---------------- |
| 2013 | 2,094    | 1.29             |
| 2014 | 2,201    | 1.22             |
| 2015 | 2,308    | 1.16             |
| 2016 | 不适用   | 1.02             |
| 2017 | 不适用   | 1.35             |